# Kiwis

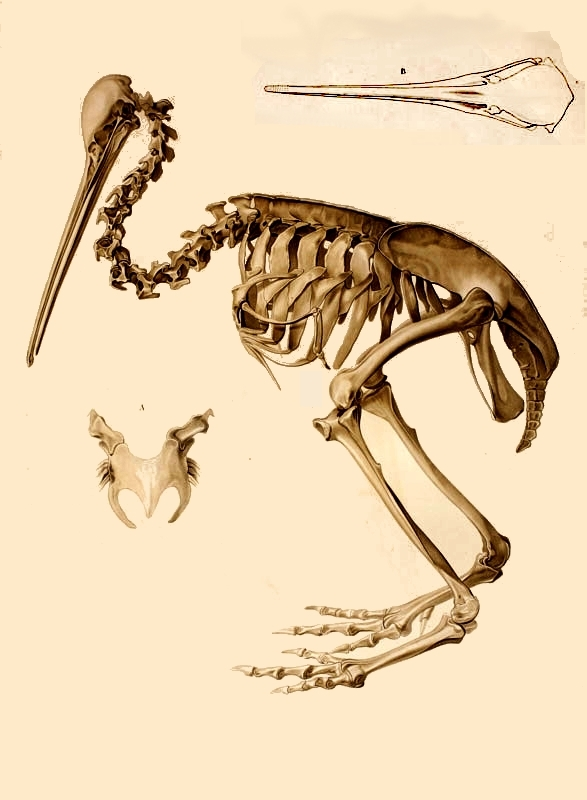
Frühe Zeichnung eines Kiwi-Skeletts

Kiwis (Gattung Apteryx) oder Schnepfenstrauße sind flugunfähige, nachtaktive Vögel in den Wäldern Neuseelands. Die Gattung ist die einzige der Familie Apterygidae und besteht rezent nur aus, je nach Lehrmeinung, drei oder fünf Arten. Unter den Laufvögeln stellen Kiwis die mit Abstand kleinsten Vertreter dar.
Der Kiwi ist das Nationalsymbol Neuseelands. Von ihm leitet sich der Spitzname „Kiwis“ für die Bewohner Neuseelands ab.

## Merkmale
Kiwis sind nicht nur die kleinsten aller Laufvögel, sondern sie weichen in ihrer Biologie stark von den anderen Familien der Laufvögel ab. Sie sind 35 bis 65 Zentimeter lang, bis 35 Zentimeter groß und ein bis fünf Kilogramm schwer. Weibchen sind im Durchschnitt etwas größer und 10 bis 20 Prozent schwerer.
Sie tragen ein braunes Gefieder, das fast wie eine Behaarung wirkt. Den Kiwis fehlt wie allen Laufvögeln der Brustbeinkamm, an dem normalerweise die Flugmuskulatur ansetzt. So haben die Kiwis zwar noch kleine, vier bis fünf Zentimeter lange Flügel, sind aber nicht in der Lage, damit zu fliegen. Die Flügel tragen an den Enden kleine Krallen und bleiben unter dem Gefieder verborgen. Die Krallen haben keine erkennbare Funktion und sind offenbar Rudimente, die man gleichermaßen bei manchen Emus und Kasuaren findet.
Kiwis besitzen keinen äußerlich sichtbaren Schwanz, was dazu beiträgt, dass sie eine ungewöhnliche ovale Körperform haben. Zu diesem Erscheinungsbild tragen die weit nach hinten verlagerten Beine bei. Diese kräftigen Beine tragen, wie bei den meisten Vögeln, vier Zehen; mit ihnen vermögen Kiwis gut und schnell zu laufen. Längere Fluchtdistanzen erübrigen sich aber meist in ihrem unübersichtlichen Lebensraum.
Der Kopf der Kiwis ist relativ klein, der Schnabel sehr lang und nach unten gebogen. Beim Streifenkiwi wird der Schnabel über 20 Zentimeter lang. Er ist bei Weibchen um gut 30 Prozent größer als bei Männchen. Der Oberschnabel ist etwas länger als der Unterschnabel. Um im Stand das Gleichgewicht zu halten, stützen Kiwis sich oft auf ihren Schnabel. Kiwis können nicht besonders gut sehen, dafür aber umso besser hören und – eine Besonderheit unter Vögeln – sehr gut riechen. Die Nasenöffnungen liegen an der Spitze und nicht wie bei den meisten Vögeln an der Basis des Schnabels. An der Schnabelbasis tragen Kiwis „Borsten“, die an die Vibrissen (Schnurrhaare) von Säugetieren erinnern, in Wirklichkeit aber modifizierte Federn sind.
Eine weitere Besonderheit ist die Körpertemperatur, die mit 38 °C weit unter der der meisten Vögel (42 °C) liegt und eher der eines Säugetiers gleicht.

## Stimme
Wegen ihrer nächtlichen und verborgenen Lebensweise sind die Lautgebungen oft das einzige, was Menschen von Kiwis mitbekommen. Kiwis rufen das ganze Jahr und die ganze Nacht hindurch, außer bei starkem Wind und in sehr hellen Vollmondnächten.
Bei den Rufen handelt es sich um schrille Pfiffe, die bei günstigen Bedingungen bis zu fünf Kilometer weit tragen. Während Kiwis diese ausstoßen, strecken sie den Hals und den Schnabel empor. Männchen rufen öfter als Weibchen, und ihre Pfiffe klingen in Tonhöhe und Tonlänge anders.
Die Rufe scheinen hauptsächlich in der Revierverteidigung eine Rolle zu spielen. Sie werden oft von Kiwis der benachbarten Reviere beantwortet.

## Verbreitung und Lebensraum

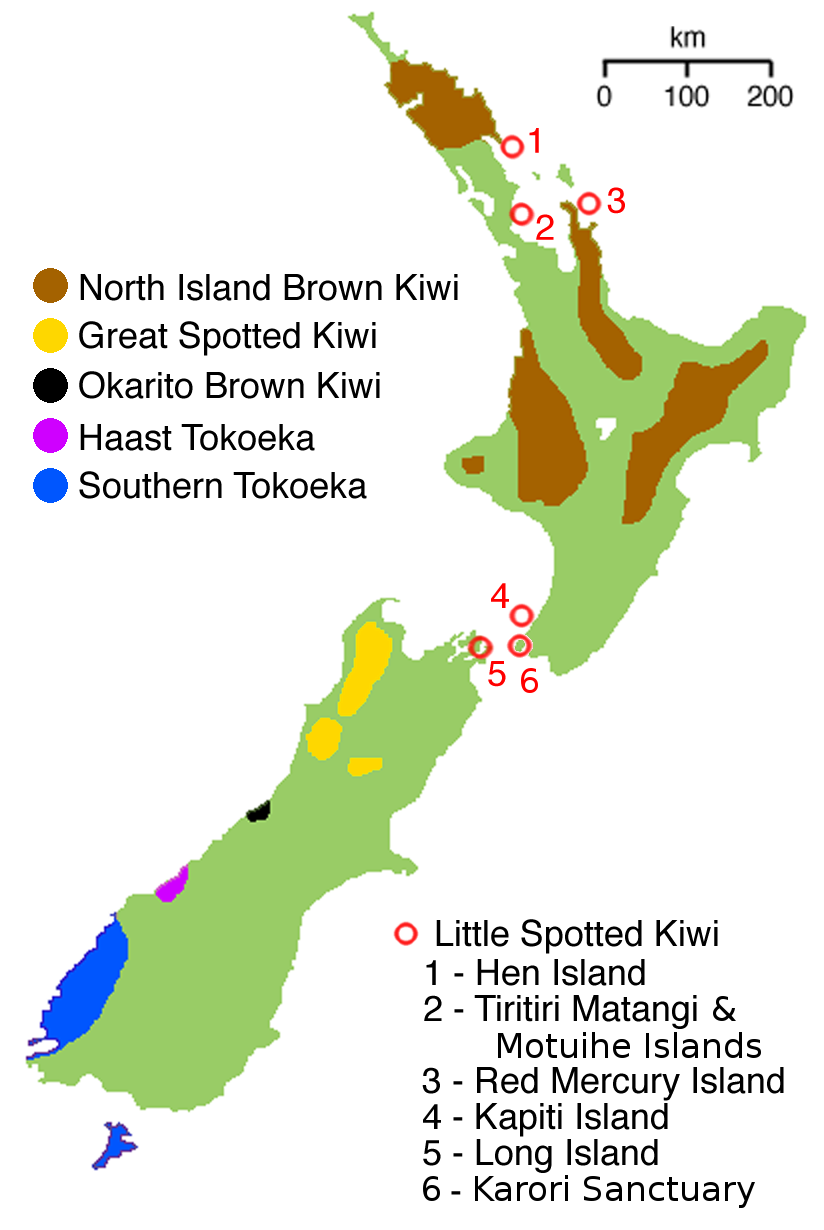
Verbreitungsgebiete der fünf Kiwiarten in Neuseeland

Kiwis leben auf den drei großen Inseln Neuseelands: Nordinsel, Südinsel und Stewart Island. Es gibt sie außerdem auf zahlreichen kleinen Inseln vor den Küsten Neuseelands; auf den meisten von ihnen sind sie aber mit Sicherheit, auf den übrigen mit hoher Wahrscheinlichkeit durch den Menschen eingeführt worden.
Das ursprüngliche Habitat der Kiwis waren die Wälder, die Neuseeland – mit Ausnahme der Hochgebirge – vor der Ankunft polynesischer Siedler nahezu lückenlos bedeckten. Kiwis sind auch in den künstlich entstandenen, strauchbestandenen offenen Geländen heimisch. Sie gehören außerdem zu den äußerst wenigen einheimischen Tieren, die sich in den von den Europäern angepflanzten Nadelbaummonokulturen ansiedeln konnten. Allerdings sind Kiwis trotz ihrer Anpassungsfähigkeit durch den Jagddruck durch eingeschleppte Raubtiere aus zahlreichen Regionen verschwunden und nur noch lückenhaft über Neuseeland verbreitet.
Im Gebirge gibt es Kiwis bis in Höhen von 1200 Metern. Alle Kiwis brauchen Habitate mit hohem Grad an Feuchtigkeit und lockerem, humusreichem Boden.

## Lebensweise

### Aktivität
Kiwis sind ausschließlich nachtaktiv. Am Tag verbergen sie sich in ihren Höhlen und Unterschlüpfen, die sie vor Sonnenuntergang nicht verlassen. Kommen sie dann hervor, bewegen sie sich bei völliger Dunkelheit im Schutz von Unterholz und Gesträuch. Dabei orientieren sie sich, für Vögel eher ungewöhnlich, mit ihrem guten Geruchssinn und ihrem Gehör.
Ihr ganzes Leben lang bewohnen die Kiwis ein Revier, das sie mit dem Partner teilen, mit dem sie in Monogamie zusammenleben. Das Revier wird von beiden Geschlechtern verteidigt und hat eine von Art zu Art stark schwankende Größe: Zwergkiwis bewachen nur 2 bis 3 Hektar, während das Revier eines Streifenkiwi-Paars 5 bis 50 Hektar umfasst. Während die Reviergrenzen in der Fortpflanzungszeit aggressiv verteidigt werden, wird zu anderen Zeiten des Jahres die Anwesenheit anderer Kiwis im Revier bis zu einem gewissen Grad toleriert. Geht ein Revier durch Rodung verloren, bleibt ein Kiwi-Paar oft noch mehrere Wochen dort, bevor es sich nach einer neuen Umgebung umsieht. Die Reviergrenzen werden mit Kot markiert, wiederum ein eigentlich säugetiertypisches Verhalten, das man unter Vögeln sonst so gut wie nicht findet.
Innerhalb des Reviers legen Kiwis zahlreiche Baue an, die wechselnd genutzt werden. Sie dienen zum Schlafen und in der Fortpflanzungszeit auch als Bruthöhle. Der Eingang ist bis 15 Zentimeter breit und meistens unter dichter Vegetation oder zwischen Baumwurzeln verborgen. Ein bis zu zwei Meter langer Tunnel führt von hier bis zur Höhle, die groß genug ist, um Platz für zwei Kiwis zu bieten.
Einzelgängerische Kiwis sind entweder recht junge Vögel oder solche, die ihren Partner verloren haben.

### Ernährung
Kiwis sind zwar Allesfresser, die sich von allen tierischen und pflanzlichen Materialien ernähren, hauptsächlich stochern sie aber im Erdreich nach wirbellosen Tieren, vor allem Regenwürmern, Tausendfüßern und Insektenlarven. Die Bewegungen der Tiere im Boden können von Kiwis wahrgenommen werden; sie versenken dann ihren Schnabel im Erdreich und ertasten die Beute. Hierdurch hinterlassen Kiwis in ihrem Revier charakteristische Schnabellöcher, die bis zu 15 cm tief sind und die Anwesenheit eines Kiwis sicher verraten. Nebenbei werden auch Früchte und Insekten vom Boden aufgelesen.

### Fortpflanzung

Präparierter Kiwi im Canterbury Museum in Christchurch

Als monogame Vögel suchen Kiwis erst einen neuen Partner, wenn der alte gestorben ist. Man hat Kiwi-Paare beobachtet, die über zehn Jahre zusammen verbracht haben. Alljährlich zwischen August und Oktober beginnt für die Kiwi-Paare die Fortpflanzungszeit. Sie jagen dann einander, vollführen Sprünge und sind äußerst ruffreudig.
Zum Brüten wird nur einer der Baue im Revier genutzt, und zwar stets einer, der bereits mehrere Monate oder gar Jahre alt ist, so dass der Eingang mit pflanzlicher Vegetation zuwachsen konnte. Das Männchen bereitet hierin das Nest vor, indem es Moose und Gräser sammelt und damit die Nisthöhle auspolstert.
Das Weibchen legt dann ein oder zwei, selten drei Eier. Beim Streifenkiwi ist das Ei 13 cm lang und hat einen Durchmesser von 8 cm. Das Gewicht beträgt etwa 500 Gramm. Dies sind im Verhältnis zur Körpergröße ihrer Erzeuger die größten Vogeleier der Welt – sie erreichen bis zu 30 Prozent des Körpergewichts des Weibchens. Beim Streifenkiwi und beim Zwergkiwi brütet anschließend nur das Männchen, beim Haastkiwi beide Geschlechter abwechselnd. Wenn das Männchen allein brütet, schläft das Weibchen in einem anderen Bau, der in der Nähe gelegen ist. Mit 63 bis 92 Tagen dauert die Brutzeit ungewöhnlich lange. Das brütende Männchen verlässt den Bau jede Nacht, um zu fressen; die Dauer der Aktivität wird während der Brut kaum eingeschränkt. Beim Haastkiwi übernimmt das Weibchen in diesen Pausen das Brutgeschäft. Die Eier sind sehr gefährdet, vor allem Wekarallen sind auf Kiwi-Eier aus.
Die schlüpfenden Kiwis sehen bereits aus wie kleine Ausgaben der Eltern. Als Nestflüchter wandern sie fünf oder sechs Tage nach dem Schlüpfen bereits umher. Während sie am Tage noch vom Männchen behütet werden, verlassen sie nachts das Nest allein und werden kaum von den Eltern bewacht. Die Jungen fallen den in Neuseeland eingeschleppten Katzen, Hunden und Wieseln daher sehr häufig zum Opfer.
Mit eineinhalb Jahren erreichen Kiwis ihre volle Größe und mit zwei Jahren sind sie geschlechtsreif. Sie können über 20 Jahre alt werden.

## Systematik

### Äußere Systematik
Die klassische Sichtweise der externen Systematik ist, dass die nächsten Verwandten der Kiwis die Moas sein müssten. Begründet war diese Ansicht lediglich dadurch, dass diese beiden Laufvogelfamilien in Neuseeland verbreitet sind. Jedoch ist es wahrscheinlich, dass sie sich vor sehr langer Zeit voneinander getrennt haben, als Neuseeland noch ein Teil Gondwanas war, und dass es eher ein Zufall ist, dass beide Taxa nur in Neuseeland bis ins Holozän überlebt haben.
Neue DNA-Analysen kommen zu dem Ergebnis, dass Kiwis nicht mit den Moas verwandt sind. Sowohl Haddrath & Baker 2001 als auch Cooper 1997 kamen zu dem Schluss, dass die Kiwis die Schwestergruppe eines gemeinsamen Taxons von Kasuaren und Emus seien, und dass diese drei Taxa gemeinsam wiederum die Schwestergruppe der Strauße seien. Unumstritten ist jedoch diese These nicht. So ermittelten Mitte 2014 Mitchell und Kollegen nach dem Vergleich von mitochondrialer DNA die riesigen, ausgestorbenen madegassischen Elefantenvögel (Aepyornithidae) als Schwestergruppe der Kiwis. Beide sollen von flugfähigen Vorfahren abstammen und sich vor etwa 50 Millionen Jahren evolutionär voneinander getrennt haben. Da auf Neuseeland schon die Moas existierten und die ökologische Nische des großen Laufvogels damit schon besetzt war, entwickelten sich die Kiwis zu nachtaktiven kleinen Kleintierfressern.

### Innere Systematik
Fünf Arten in einer Gattung werden zu den Kiwis gerechnet:
- Zwergkiwi oder Kleiner Fleckenkiwi (Apteryx owenii)
- Haastkiwi oder Großer Fleckenkiwi (Apteryx maxima)
- Nordstreifenkiwi (Apteryx mantelli)
- Rowi oder Okarito-Streifenkiwi (Apteryx rowi)
- Tokoeka oder Südstreifenkiwi (Apteryx australis)

Die drei Streifenkiwiarten werden oft als Unterarten einer Art, des Streifenkiwis, aufgefasst. Die oben gezeigte Einteilung folgt der Auffassung von Burbidge 2003, wonach diese Unterarten den Status eigenständiger Arten erhalten sollten.

## Fossilgeschichte
Kiwi-Fossilien kennt man lediglich aus dem Pleistozän und Holozän. Allerdings werden Vermutungen, dass sie eine sehr alte Tiergruppe sind, durch Fußabdrücke aus dem Miozän gestützt, die den Kiwis zugewiesen werden. Eine gelegentlich genannte fossile Art aus dem Pliozän Australiens (Metapteryx bifrons) ist nach Ansicht der meisten Zoologen in Wahrheit ein Jungtier aus der Verwandtschaft der Emus.

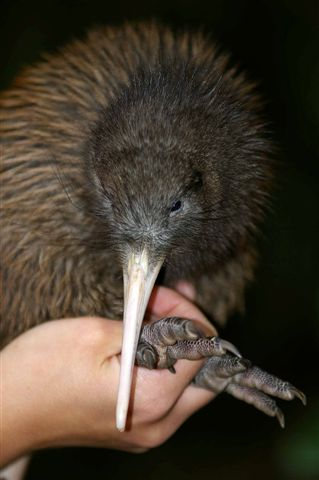
Kiwi

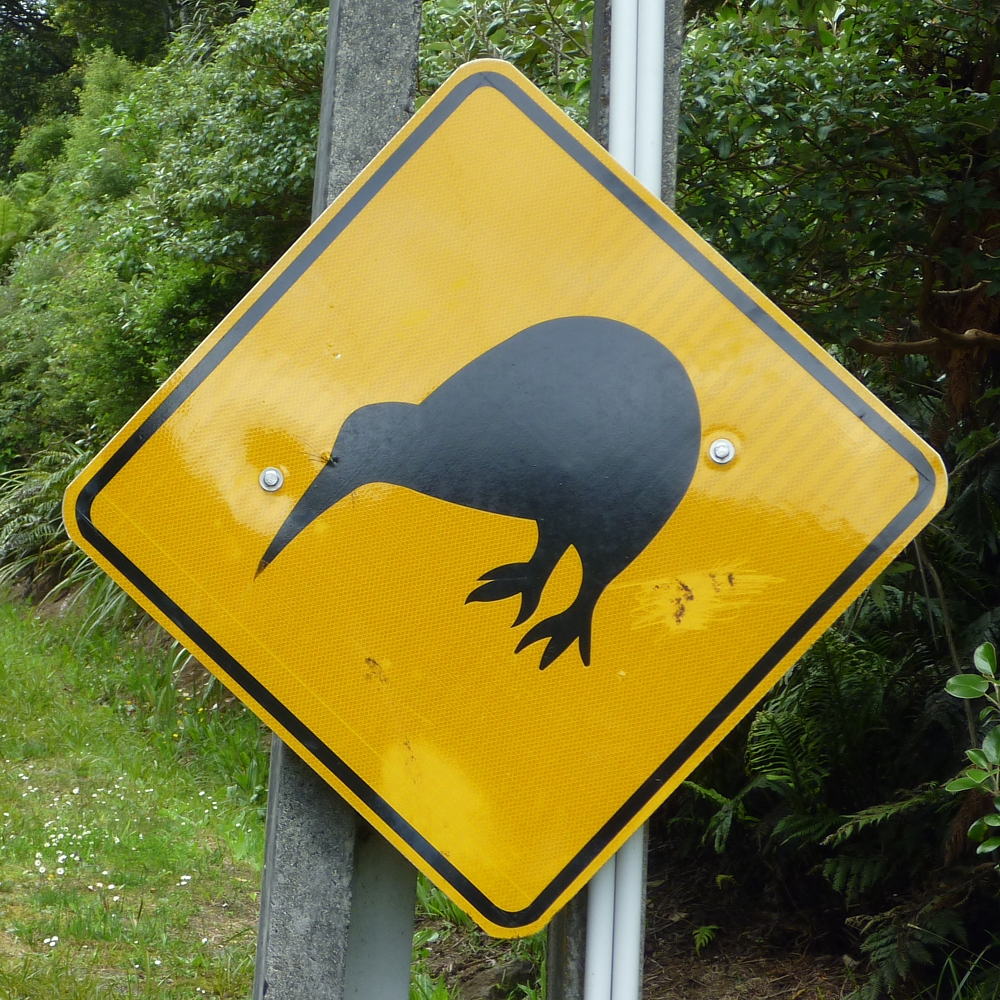
Ein Verkehrszeichen, das vor Kiwis warnt, welche die Straße überqueren

## Menschen und Kiwis
Seit die ersten Māori-Siedler Neuseeland erreichten, wurden Kiwis von diesen und den zugleich eingeschleppten Säugetieren (v. a. Hunden) im großen Maßstab gejagt. Schon die Māori verdrängten Kiwis aus zahlreichen Regionen und schufen somit inselhaft zerrissene Verbreitungsgebiete der Kiwis. Das Aussterben des Zwergkiwis auf der Nordinsel wurde durch die Māori verursacht. Für die Kiwi-Jagd eigneten sich die Māori spezielle Taktiken an, die auch die Nachahmung der Rufe beinhalteten. Kiwis wurden vor allem wegen ihres Fleisches gejagt, aber auch wegen der Federn, die als Schmuck Bedeutung hatten.
Als die weißen Siedler Neuseeland erreichten, verschlechterte sich die Situation für die Kiwis nochmals. Im 19. Jahrhundert wurden Kiwi-Federn sogar nach Europa exportiert, da man sie als Besatz von Kleidern verwendete. Zudem erfreuten sich ausgestopfte Kiwis einer wachsenden Beliebtheit bei Sammlern. Vor allem die von den Weißen mitgebrachten Hunde, Katzen, Füchse und Marder (Wiesel und Hermelin) sorgten für einen Jagddruck, dem die Vögel kaum gewachsen waren. Das vom Menschen eingeführte Possum macht den Kiwis das Überleben schwer. So wurden Kiwis im Osten und Norden der Südinsel sowie in küstennahen Regionen der Nordinsel vollends ausgerottet. Rückzugsgebiete blieben unter anderem das Fjordland, die Tongariro-Region, die Northland Peninsula und Stewart Island.
Die Jagd auf Kiwis wurde 1896 verboten. Seit 1921 stehen Kiwis unter Schutz. Von Menschen droht Kiwis keine direkte Gefahr mehr, wohl aber noch immer durch die Landschaftszerstörung und vor allem durch die eingeschleppten Tiere. In den 1990er Jahren tötete ein einziger entlaufener Schäferhund im Wald von Waitangi innerhalb weniger Tage 500 Kiwis, was mehr als die Hälfte der dortigen Population war. Es wird geschätzt, dass auf dem Festland 94 Prozent der jungen Kiwis von Katzen oder Wieseln getötet werden, bevor sie 100 Tage alt werden.
Alle fünf Kiwi-Arten werden von der IUCN als gefährdet geführt. Da die Kiwis als Nationalvögel Neuseelands einen hohen Bekanntheitsgrad haben, gibt es in jüngerer Zeit verstärkte Bemühungen zu ihrem Schutz. Gefährdete Populationen werden auf Inseln gebracht, die vorher von Katzen, Ratten und anderen potenziellen Gefahren gesäubert werden. Vom Streifenkiwi (Apteryx mantelli), der auf der Nordinsel lebt, existieren nur noch rund 35.000 Tiere. Er wird daher als gefährdet eingestuft. Die Population des Okaritokiwis Apteryx rowi besteht sogar nur noch aus 375 Individuen (2012) und ist akut vom Aussterben bedroht. Infolge der Schutzmaßnahmen hat sich der Bestand jedoch bis 2018 auf 600 Tiere erhöht.
Der Zwergkiwi galt auf den neuseeländischen Hauptinseln lange Zeit als ausgerottet, die letzte bekannte Sichtung war 1978 auf der Südinsel. Am 16. Juli 2025 berichtete die neuseeländische Umweltschutzbehörde, dass erstmals seit 1978 wieder ein Zwergkiwi im Westen der Südinsel gesichtet worden sei.

## Der Begriff „Kiwi“
In Neuseeland haben Kiwis als Nationalvögel einen so hohen Stellenwert, dass sich auch die Einwohner des Landes als „Kiwis“ bezeichnen. Abgeleitet hiervon nennt sich beispielsweise eine Bank Kiwibank, die staatliche Rentenkasse Neuseelands heißt ‚Kiwisaver‘. Dies führte dazu, dass zahlreiche neuseeländische Produkte die Vorsilbe „Kiwi-“ bekamen.
Das bekannteste Beispiel ist die Kiwifrucht, die eigentliche „chinesische Stachelbeere“ (Actinidia deliciosa). Sie wurde in Neuseeland das erste Mal außerhalb Asiens in großem Stil angepflanzt und 1959 von der Handelsfirma Turners & Growers erstmals sogar unter dem Markennamen „Kiwi“ exportiert, in o. g. Anlehnung an die Identifizierung mit dem Nationalvogel. Die chinesische Stachelbeere ist unter dem neuseeländischen Namen „Kiwi“ in Europa bekannter als unter ihrem ursprünglichen und auch als der eigentlich namensgebende Vogel.